# Абрагам ван Вестерфельд
Абрагам ван Вестерфельд (нід. Abraham van Westerveld, МФА: [ˈaːbrɑˌɦɑm vɑn ˈʋɛstərˌvɛlt], 1620/1621 — 30 квітня 1692, Роттердам) — надвірний художник литовського гетьмана Януша Радзивілла, автор низки зарисовок архітектурних об'єктів Києва першої половини XVII століття (Золотих воріт, Софійського собору, Печерської лаври та іншого). Нідерландський кресляр та каліграф.
Перша робота цього художника датується 1647 роком, з якого й почався період його творчої діяльності. 19 березня 1645 року він одружився з Аріант'є Янс у Роттердамі. 21 травня 1647 року одружився вдруге з Аннетє Пітерс Колентровер, і з цього часу до 1650 року включно працював у Роттердамі, після чого переїхав до Литви. Перші два роки там він працював на службі в короля Литви Януша Радзивілла, а з 1653 року супроводжував його територією Польщі в походах на козаків. У цей період мав нагоду малювати пейзажі околиць Києва  та Гданська. Твори, створені ним для прославлення військових перемог Радзивілла, сцени війни, та приїзду князя до Києва, нині зберігаються у Варшавському замку.
Наприкінці 1653 році Вестерфельд повернувся до Роттердама, де залишався до самої своєї смерті. 6 березня 1667 року він одружився втретє з Аріант'є Корнеліс Венендал, а 3 березня 1669 року — вчетверте, з Анною ле Севін в Оверші. У 1687 році Абрагам став головою місцевої корпорації Сан-Лука, а через чотири роки опісля, 21 жовтня 1691 року, одружився уп'яте на Аріант'є Абрахамсі ден Треті.
Творча спадщина Вестерфельда в основному складається із зображень жанрових та історичних сюжетів, пейзажів, портретів та архітектури, зазвичай із використанням олійних фарби. У його творчому доробку багато портретів адміралів, ймовірно, через відповідне оточення його батька, що був капітаном на службі військово-морського міністерства. Крім того в його маєтку було знайдено багато орнаментальних панно з написами та гербами. Загалом Абрагама вважають послідовником Антоні Паламедеса.
Його панораму «Вид Києва з північного сходу» можна вважати за єдиний документальний образ цієї місцевості, як вона була в середині XVII століття. Вестерфельд був свідком подій народно-визвольної війни 1649–1651 років, що знайшло своє відображення у малюнках, які частково збереглися в копіях XVIII століття. Особливо цінні малюнки: «Козацькі посли в Радзивілла», «Вступ литовських військ до Києва в 1651 році», «Сутичка польської та козацької кінноти під Києвом».

## Галерея

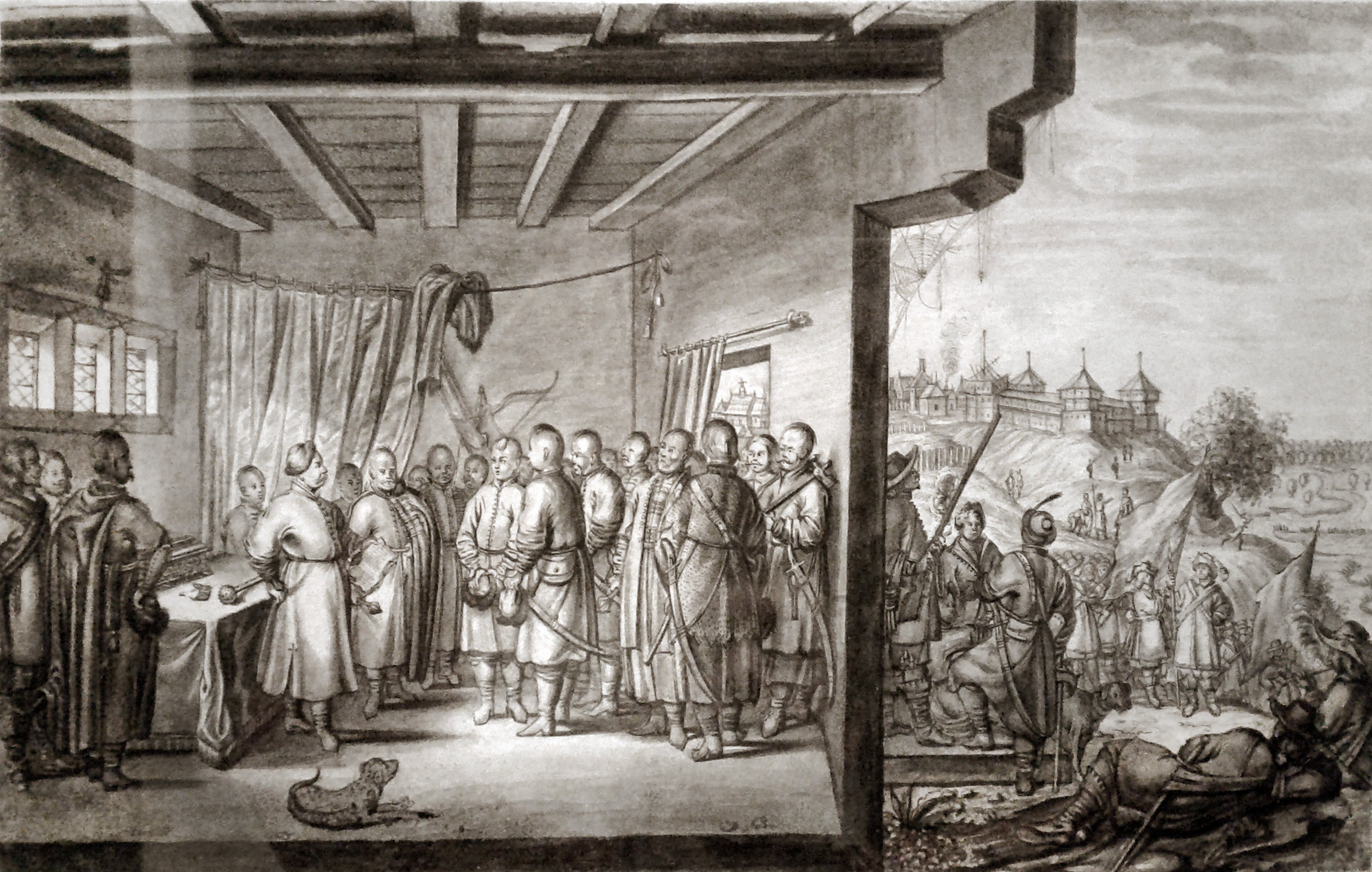
Зустріч Янушем Радзивіллом посланців Богдана Хмельницького
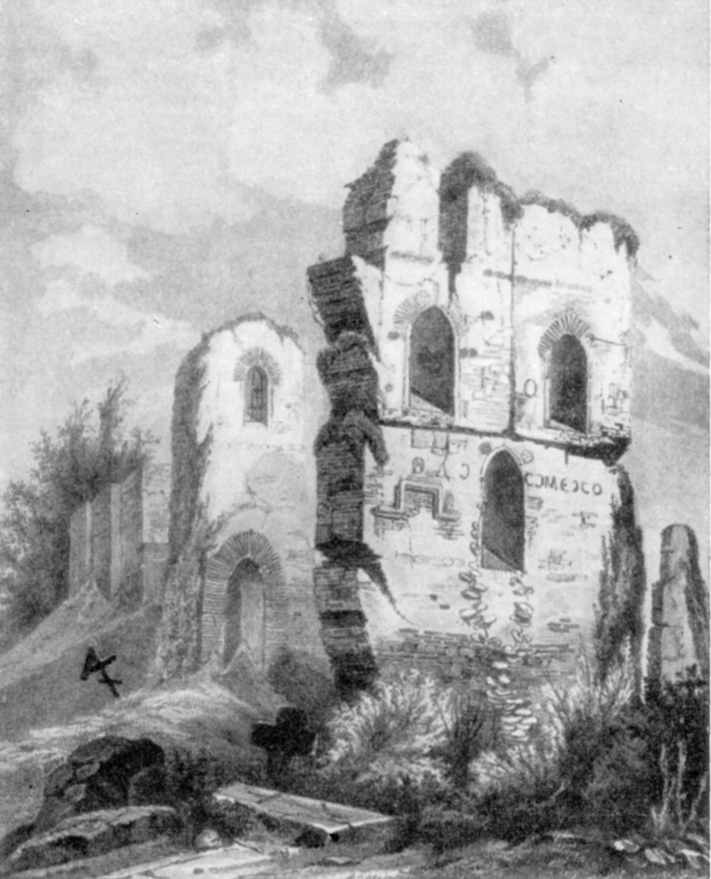
Руїни Десятинної церкви
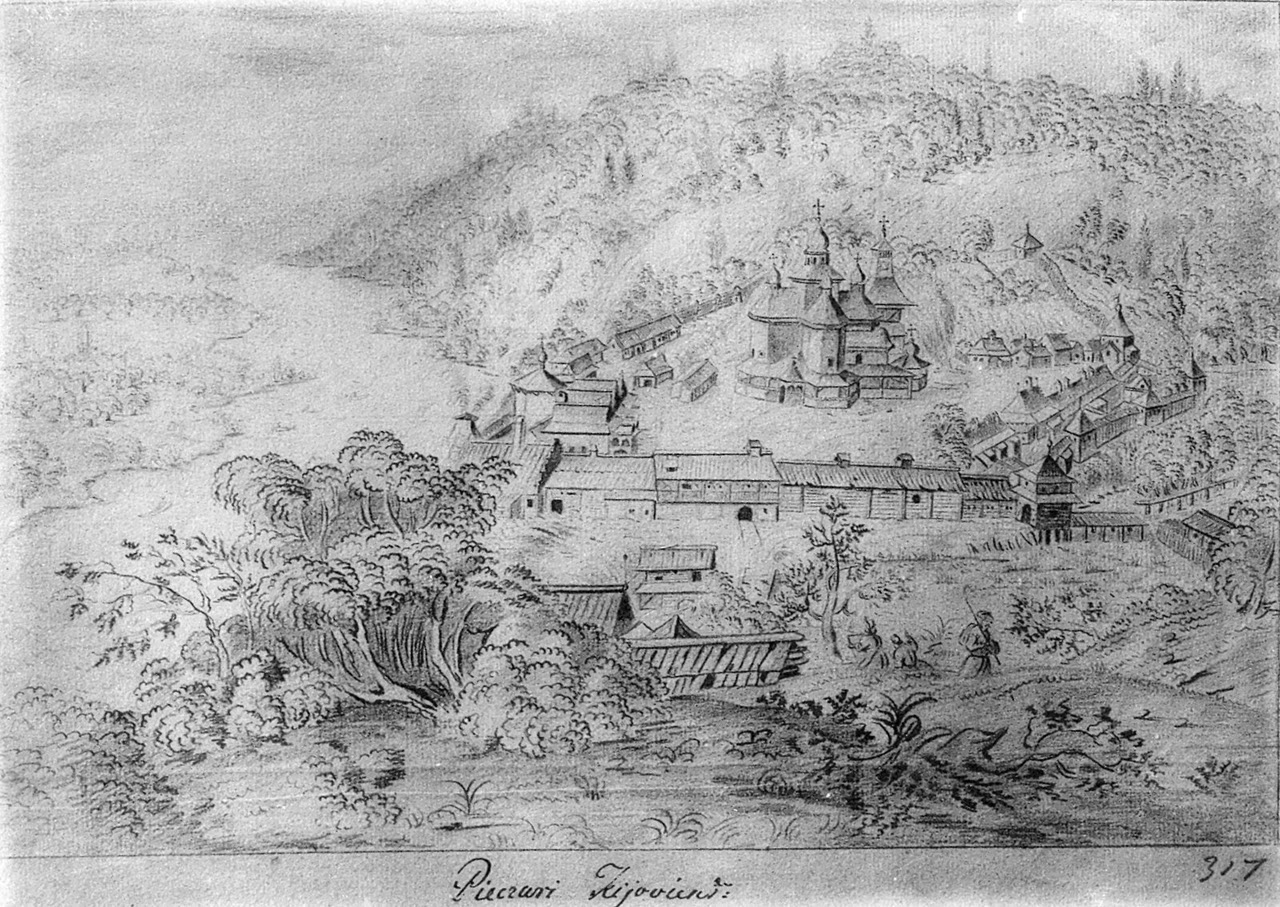
Межигірський монастир у 1650 році
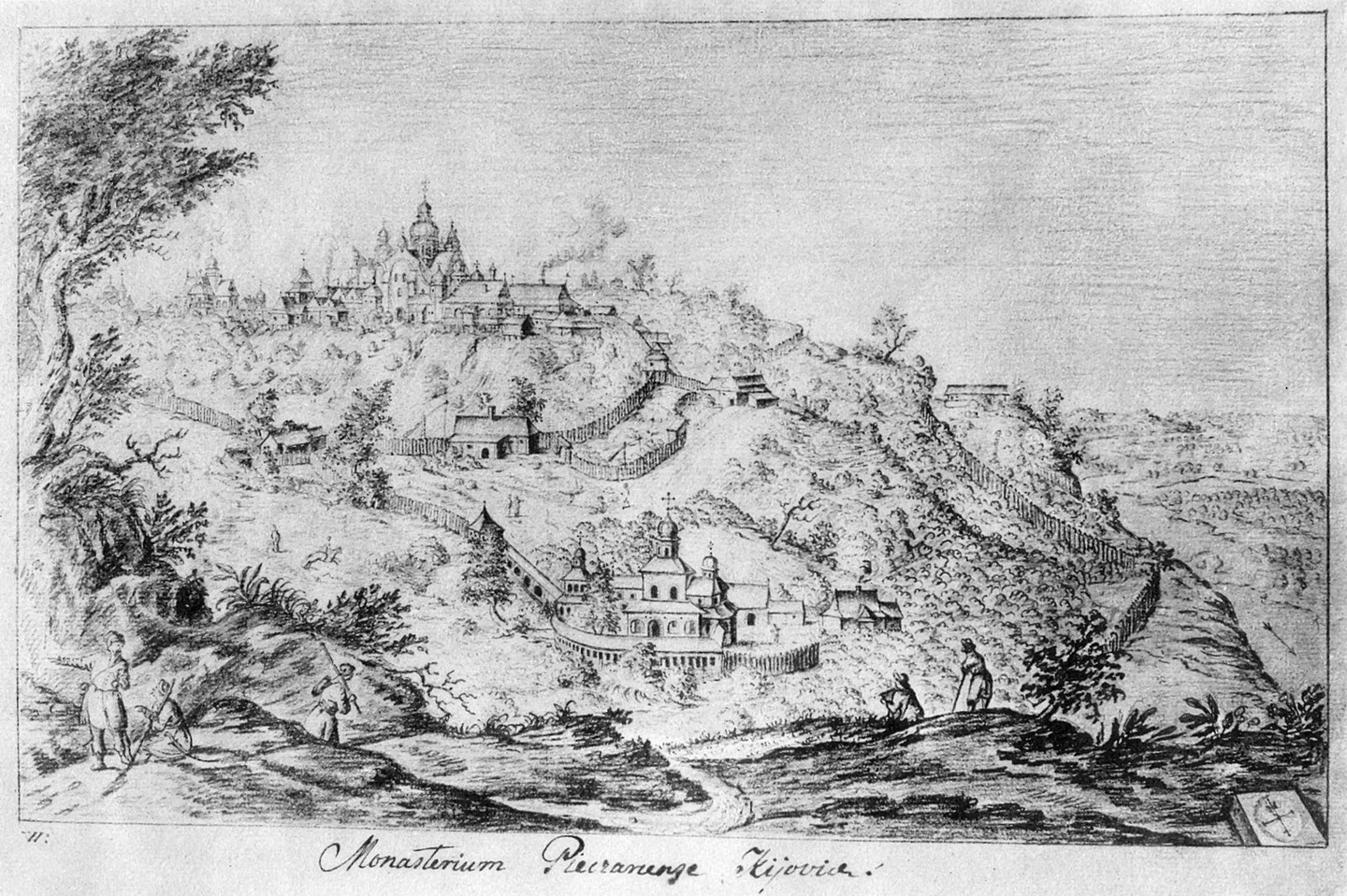
Печерська лавра у 1651 році
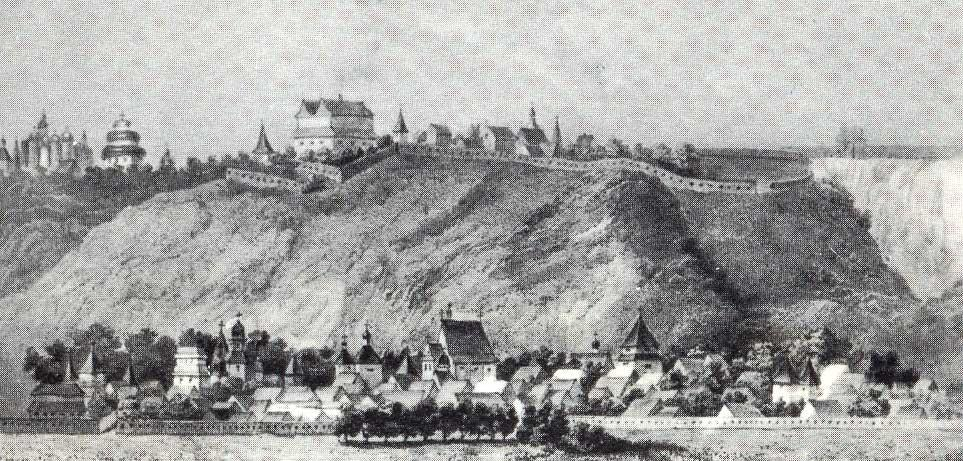
Вигляд Подолу. В центрі височіє домініканський костел св. Миколая (з готичним дахом)
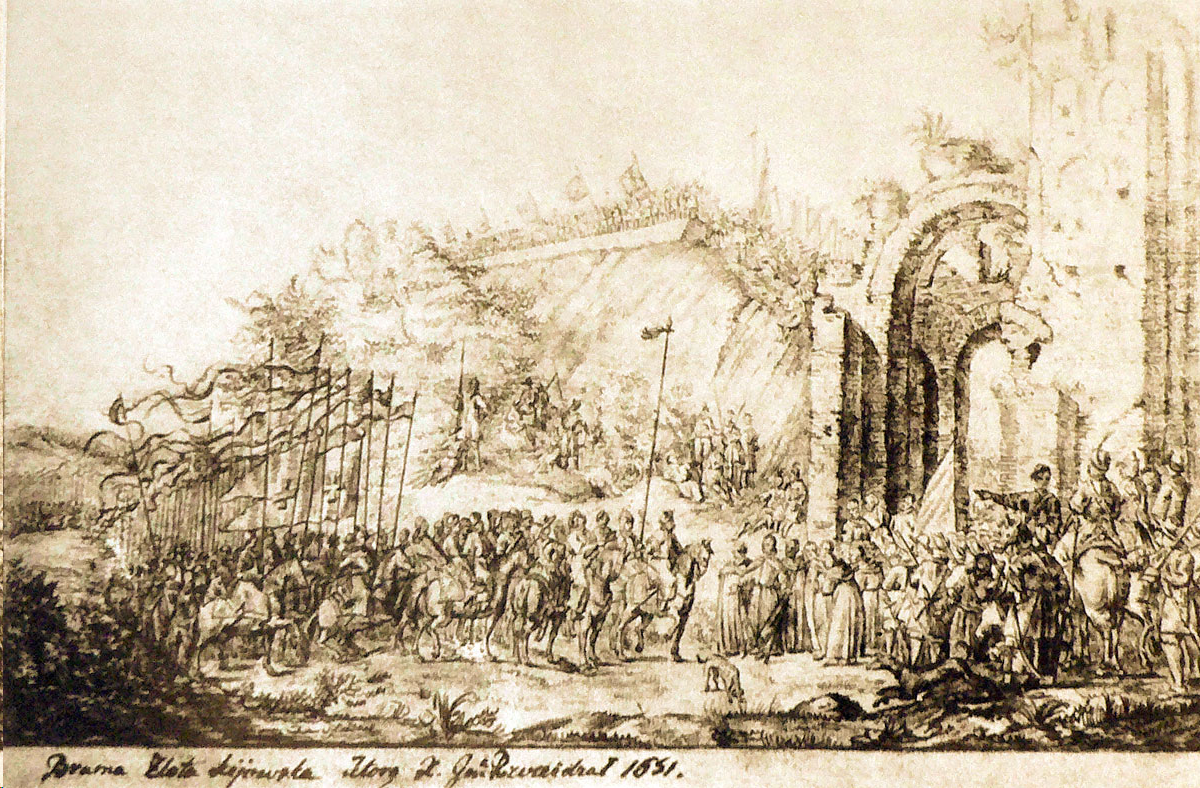
Литовське військо вступає через руїни Золотих воріт в Київ в 1651
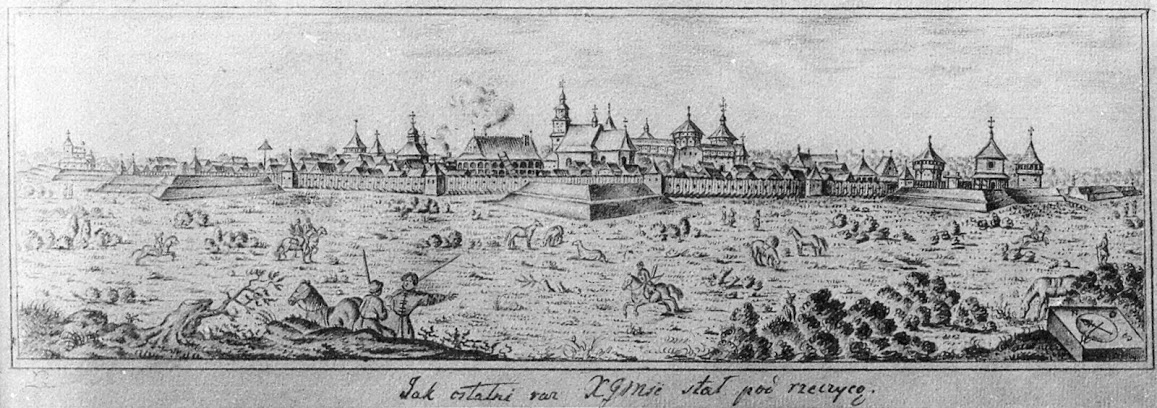
Місто Річиця
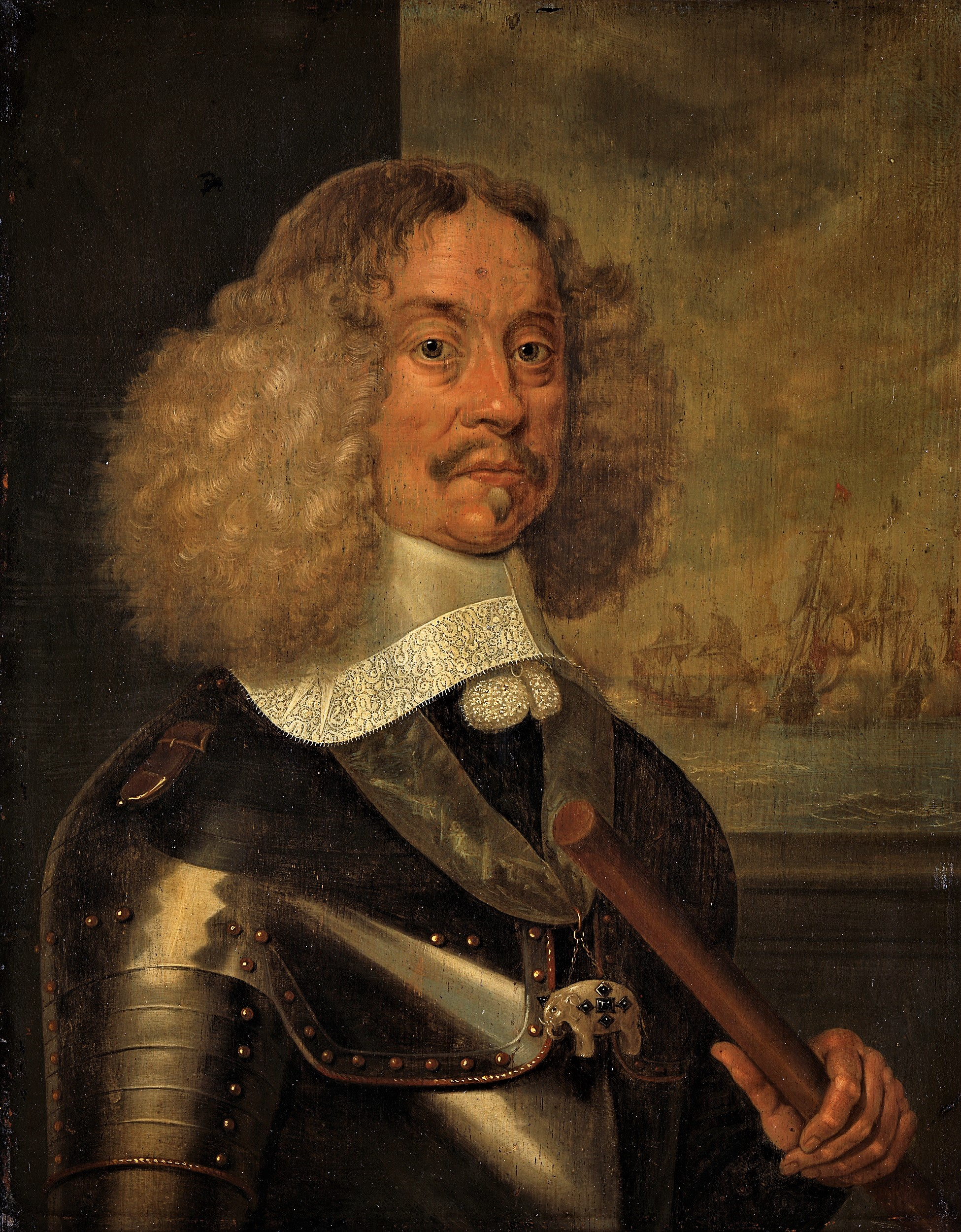
Голландський адмірал Якоб ван Вассенер Обдам (нід. Jacob van Wassenaer Obdam)
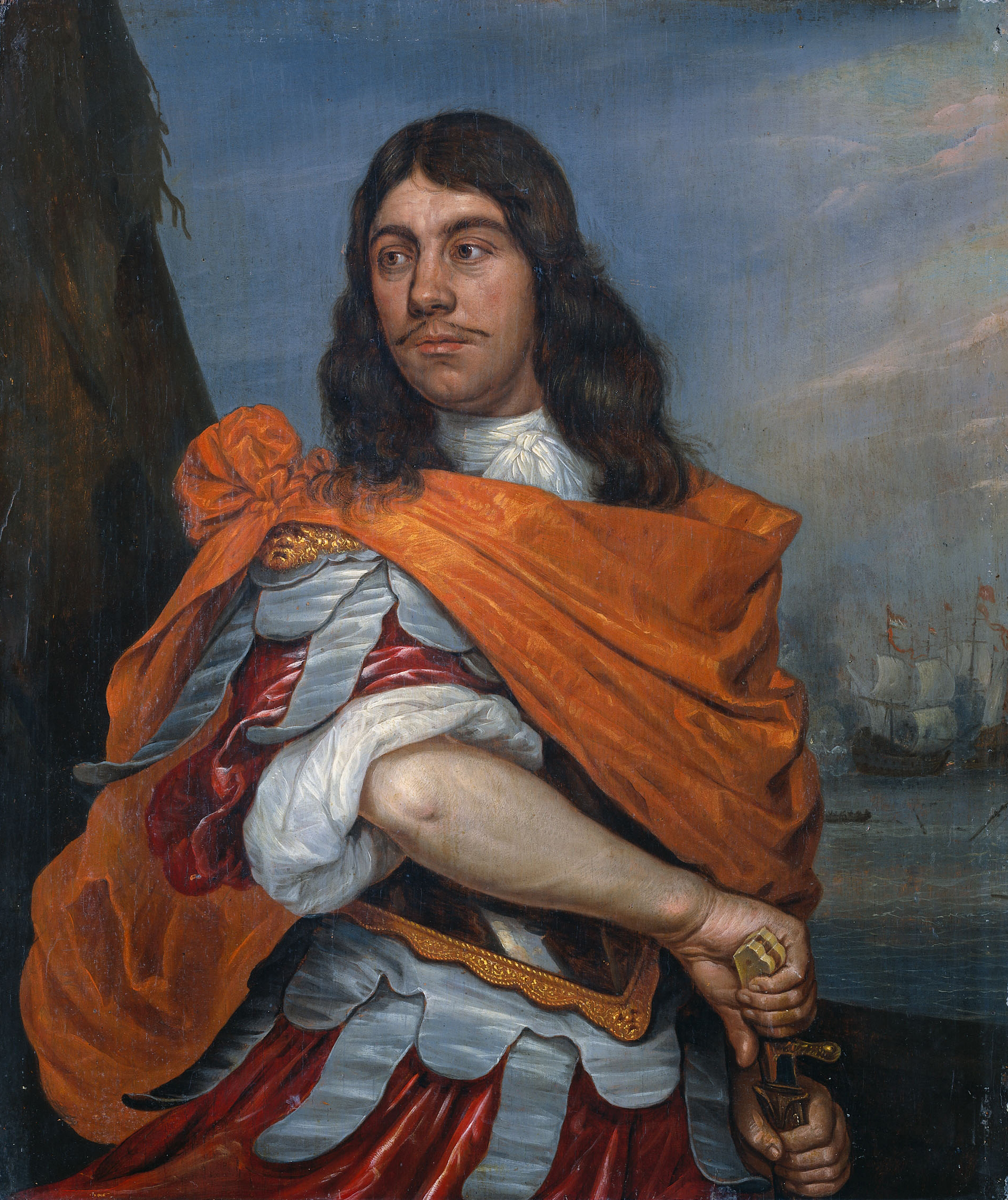
Корнеліс Тромп в римському одязі